# BMO Tower (Chicago)
La BMO Tower (en français « tour BMO ») est un gratte-ciel de bureaux situé dans le quartier de West Loop, dans l'ouest du secteur financier du Loop, dans le centre-ville de Chicago (Illinois).

## Description
La tour BMO est un immeuble de 51 étages et de 222 mètres de haut situé dans le quartier de West Loop à Chicago, dans l'Illinois, directement au sud de la gare ferroviaire de Union Station. Elle devient à son acheminement le 24e immeuble le plus haut de Chicago et le plus haut à l'ouest de Canal Street. Le bâtiment, conçu par Goettsch Partners et consulté par Magnusson Klemencic Associates, ajoutera 1 500 000 pieds carrés (140 000 m2) d'espace de bureaux dans la ville.
Le projet fut géré par Convexity Properties et Riverside Investment and Development. L'immeuble sert de siège social à BMO Harris Bank, une filiale du BMO Groupe financier (Banque de Montréal ; BMO), lorsqu'il a ouvert ses portes au printemps 2022.